# Harting (Unternehmen)
Die Harting Stiftung & Co. KG ist die Konzernobergesellschaft eines weltweit tätigen Herstellers von elektrischen und elektronischen Bauteilen mit Stammsitz in Espelkamp im Kreis Minden-Lübbecke (Nordrhein-Westfalen).
Der Konzern befindet sich vollständig im Besitz der Familie Harting. Die Anteile werden von zwei natürlichen Personen (ca. 2,1 % + ca. 3 %) und zwei Liechtensteiner Familienstiftungen (je ca. 47,4 %) mit Sitz in Vaduz gehalten.
Das Unternehmen gehört mit Phoenix Contact und Weidmüller zu den drei großen deutschen Steckerherstellern.

## Geschichte
Das Unternehmen wurde als „Wilhelm Harting Mechanische Werkstätten“ am 1. September 1945 von Wilhelm Harting und seiner Frau Marie im Ortsteil Dankersen der ostwestfälischen Stadt Minden in Nordrhein-Westfalen gegründet. 1950 erfolgte der Umzug ins benachbarte Espelkamp. Nach dem Tod von Wilhelm Harting 1962 übernahm seine Frau Marie Harting († 1989) die Führung des Unternehmens, seit 1967 beziehungsweise 1969 zusammen mit ihren Söhnen Dietmar Harting und Jürgen Harting († 1973). 1987 folgte der Eintritt von Dietmar Hartings Ehefrau Margrit Harting in die Geschäftsführung. Im Oktober 2015 übergab Dietmar Harting den Vorstandsvorsitz an seinen Sohn Philip Harting. Dessen Schwester Maresa Harting-Hertz ist im Vorstand für Finanzen und Einkauf verantwortlich.
In den frühen Nachkriegsjahren fertigte der Betrieb zunächst Haushaltsgegenstände wie Kochplatten, Bügel- und Waffeleisen, Sparlampen und Feueranzünder. Später kamen Phonoartikel (Musikboxen/Jukeboxen, Plattenspieler, Tonbandgeräte), medizinische Apparaturen, Zigarettenautomaten und Steckverbinder hinzu. Harting wurde Weltmarktführer von Industriesteckverbindungen. Das Portfolio umfasst inzwischen vor allem industrielle Verbindungstechnik für die drei Lebensadern „Power“, „Signal“ und „Data“. Das Unternehmen entwickelt und fertigt Applikationen, Einzel- und Komplettlösungen vor allem für die Märkte Maschinenbau, Transportation, Bühnen-, Rundfunk- und Veranstaltungstechnik, Windenergie, Verkehrs- und Automatisierungstechnik und den Automobilsektor. Darüber hinaus stellt das Unternehmen elektromagnetische Aktuatoren für den automotiven und industriellen Serieneinsatz sowie Hard- und Software für Anwendungen u. a. in der Automatisierungstechnik und der Robotik her.

### it’s OWL
Harting gehört dem „Technologie-Netzwerk Intelligente Technische Systeme OstWestfalen Lippe“ (it’s OWL) an.

## Betriebsform
2016 wurde die Harting-Gruppe von einer KGaA in eine AG & Co. KG umgewandelt. Seit 1. Februar 2018 firmiert das Unternehmen als Harting Stiftung & Co. KG. Das Unternehmen wird in der 2. und 3. Generation von der Familie geführt – ist mit 15 Produktionsstätten und Tochtergesellschaften in 44 Ländern vertreten. Die Gruppe beschäftigt weltweit rund 6.205 Mitarbeiter (Stand: 30. September 2023), davon ca. 2.478 im Inland an den Standorten Espelkamp, Minden und Rahden im Kreis Minden-Lübbecke in Nordrhein-Westfalen. Mehr als 700 Mitarbeiter arbeiten in Forschung und Entwicklung an den deutschen Standorten sowie in Zhuhai (China) und Sibiu und Agnita (Rumänien). Produktionsstandorte sind neben Espelkamp: ’s-Hertogenbosch (Niederlande), Biel (Schweiz), Northampton (Großbritannien), Zhuhai (China), Sibiu (Rumänien), Elgin (Vereinigte Staaten), Silao (Mexiko), Chennai (Indien), Bydgoszcz (Polen), Jekaterinburg (Russland) (stillgelegt 2022) und Paris (Frankreich). 2023 wurde im vietnamesischen Hai Duong bei Hanoi die 15. ausländische Produktionsstätte eröffnet.

### Verkauf
Im August 2022 wurde bekannt, dass die TMP Beteiligungsgesellschaft mbH, Berlin sämtliche Anteile der Harting Systems GmbH übernommen hat. In Harting Systems sind alle Aktivitäten für den Lebensmitteleinzelhandel (Kassentische, Verkaufsregale und Smokythek) und den automatenaufstellenden Großhandel (Verkaufsautomaten u. Zigarettenautomaten) zusammengefasst. Insgesamt sind in diesem Bereich 160 Mitarbeiter beschäftigt.
In den vergangenen Geschäftsjahren (jeweils 1. Okt. bis 30. Sep.) erwirtschaftete der Harting-Konzern folgende Umsätze:
| Geschäftsjahr | Umsatz       |
| ------------- | ------------ |
| 2013          | 484 Mio. €   |
| 2014          | 547 Mio. €   |
| 2015          | 567 Mio. €   |
| 2016          | 586 Mio. €   |
| 2017          | 672 Mio. €   |
| 2018          | 762 Mio. €   |
| 2019          | 750 Mio. €   |
| 2020          | 759 Mio. €   |
| 2021          | 869 Mio. €   |
| 2022          | 1.059 Mio. € |
| 2023          | 1.036 Mio. € |

## Vertriebsgebäude in Minden

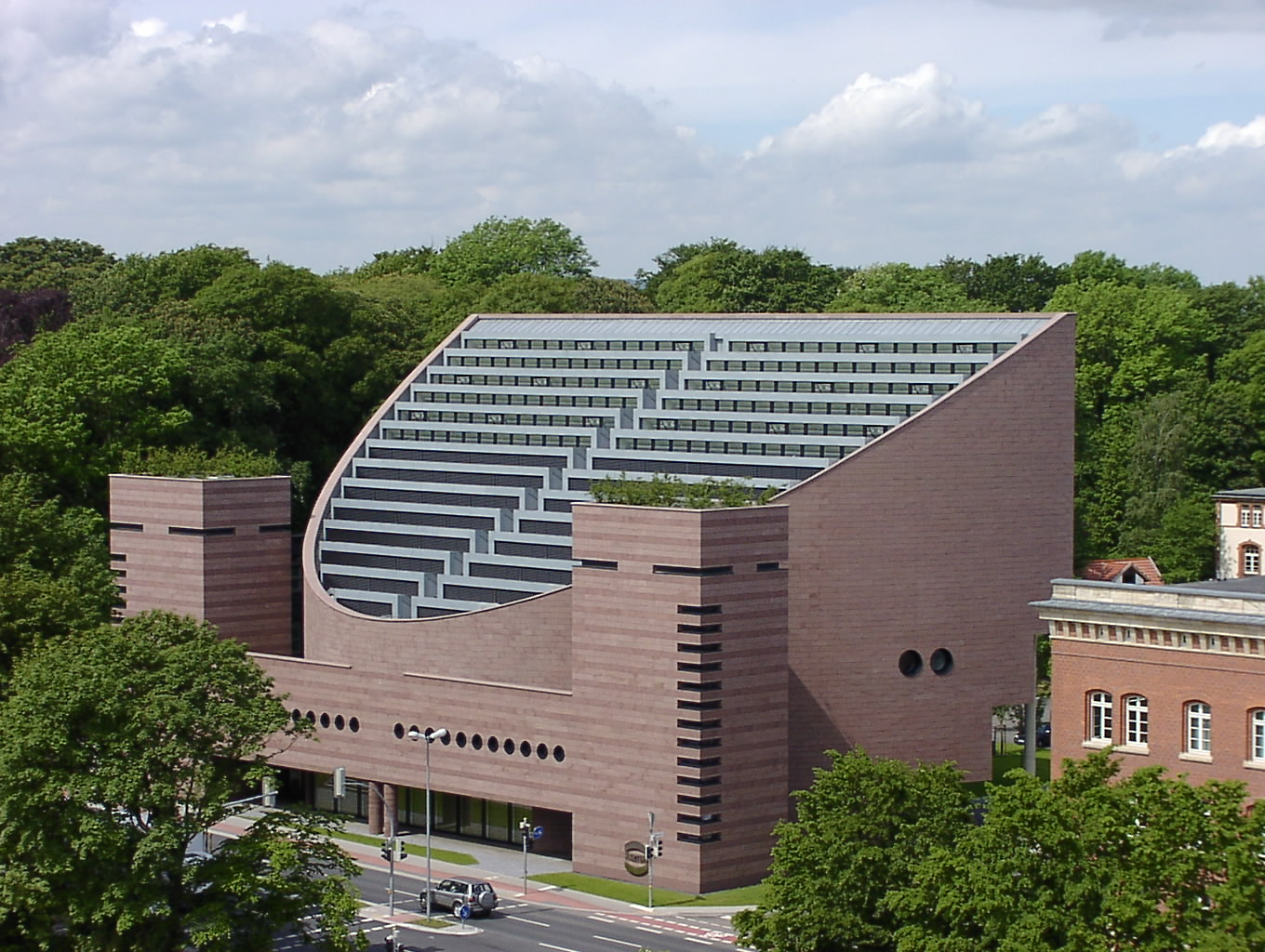
Vertriebsgebäude in Minden

Das 2001 fertiggestellte Gebäude für die Vertriebsgesellschaft Harting Deutschland GmbH & Co. KG in Minden wurde von dem Schweizer Architekten Mario Botta entworfen. Die mauerartige Front orientiert sich an den in der Umgebung stehenden preußischen Kasernen und bildet gleichzeitig das H des Firmennamens Harting nach.

## Sponsoring
Die Harting Technologiegruppe fördert und unterstützt Vereine, Initiativen und Einrichtungen in den Bereichen Kultur, Bildung und Sport im Kreis Minden-Lübbecke und der Region Ostwestfalen-Lippe. Das Unternehmen ist Gesellschafter der GWD Minden-Handball-Bundesliga GmbH & Co. KG und Hauptsponsor des Handball-Bundesligisten GWD Minden. 2017 intensivierte Harting sein Engagement im Handballsport und wurde offizieller Sponsor und Premium-Partner des Deutschen Handballbundes (DHB) für die Herrennationalmannschaft und alle Teams der männlichen Jugend und Junioren. Für den Rollstuhlbasketballverein Baskets 96 Rahden fungiert das Unternehmen ebenfalls als Hauptsponsor.

## Preise
2010 wurde Harting in das Lexikon der deutschen Weltmarktführer aufgenommen. 2006 und 2016 erhielt die Technologiegruppe den Hermes Award, den mit 100.000 Euro dotierten Technologie-Preis der Hannover Messe.